# Cvlminis
Cvlminis ist ein 2011 initiiertes russisches Independent-Label.

## Geschichte
Cvlminis begann als Subunternehmen von Rigorism Production, spezialisiert auf NSBM, Noise und Dark Ambient beziehungsweise Dungeon Synth 2011 mit dem Vertrieb von Tonträgern. Neben NSBM-Interpreten wie 1389 und Paulistarum erschienen mit Aryan Wood, NSBM und 14/88 mehrere Projekte des brasilianischen NSBM-Musiker José Granato über das Label. Abseits der eindeutig politisch ausgerichteten Musik des NSBM erschienen weitere Spielweisen und Weiterentwicklungen des Black Metal. So Interpreten des Depressive Black Metal wie Gurthang und im Spektrum des Ambient und Noise vertrieb das Label insbesondere Interpreten wie Uruk-Hai, Tartavara oder Brokenchelust, deren Dungeon-Synth- und Dark-Ambient-Musik im Kontext des Black Metal entstand. Mit Interpreten wie Anthems of Isolation, Gust in Grief, Xoresth, Jasenovac und Whispering Shadows veröffentlichten gelegentlich auch Vertreter des Funeral Doom über Cvlmins. Als Format verlegt das Label überwiegend CD-R und gelegentlich CD.